# Лугівка (Охтирський район)
Лу́гівка — село в Україні, у Великописарівській громаді Охтирського району Сумської області. Лугівка розташована на правому березі річки Ворскла біля кордону з Росією. Населення села становить 439 осіб. Колишній орган місцевого самоврядування — Попівська сільська рада.

## Географія
Село Лугівка розташоване на правому березі річки Ворскла, вище за течією на відстані 4 км розташоване село Заріччя Друге (Бєлгородська область), нижче за течією на відстані 2 км розташоване село Стрілецька Пушкарка, на протилежному березі смт Велика Писарівка.
Річка у цьому місці звивиста, утворює лимани, стариці та заболочені озера.
Біля села великі торф'яні болота.

## Історія
Село постраждало внаслідок геноциду українського народу, проведеного окупаційним урядом СССР 1932–1933 та 1946–1947 роках.
12 червня 2020 року, відповідно до розпорядження Кабінету Міністрів України № 723-р «Про визначення адміністративних центрів та затвердження територій територіальних громад Сумської області», село увійшло до складу Великописарівської селищної громади.
19 липня 2020 року, в результаті адміністративно-територіальної реформи та ліквідації Великописарівського району, увійшло до складу новоутвореного Охтирського району.
«Ворог руйнує житло мирних жителів, об'єкти інфраструктури. Вчора російською ракетою знищено міст через річку Ворскла. Поліцейський Дмитро Піддубний евакуював 16 жителів села Лугівка», - повідомили правоохоронці 14 березня 2024 року.
14 липня 2024 року село обстріляли російські агресори. Зафіксовано 2 вибухи, ймовірно міномет 120 мм.  
16 липня 2024 року російські війська обстріляли село. Зафіксовано 2 обстріли: 4 вибухи, ймовірно ствольна артилерія 122 мм.  
14 серпня 2024 року село зазнало чергової атаки агресора. Оперативне командування "Північ"  зафіксувало 5 вибухів, ймовірно ствольна артилерія 122 мм.   

## Населення

### Мова
Розподіл населення за рідною мовою за даними перепису 2001 року:
| Мова            | Кількість | Відсоток |
| --------------- | --------- | -------- |
| російська       | 239       | 54.44%   |
| українська      | 195       | 44.42%   |
| вірменська      | 4         | 0.91%    |
| інші/не вказали | 1         | 0.23%    |
| Усього          | 439       | 100%     |

## Економіка
- Молочно-товарна ферма.